# All for Us
All for Us è un singolo del cantautore e produttore discografico britannico Labrinth e della cantante statunitense Zendaya, pubblicato il 30 giugno 2019 tramite Sony Music e Syco Records.

## Descrizione
Labrinth ha pubblicato l'audio ufficiale del singolo il 30 giugno 2019. Il 4 agosto è stata invece pubblicata la versione del singolo con la partecipazione dell'attrice e cantante Zendaya, composta per la serie televisiva del 2019, Euphoria, in cui l'attrice è protagonista. Entrambe le versioni sono incluse nella serie, mentre solamente la seconda è stata inserita nell'album colonna sonora di Labrinth, Euphoria (Original Score from the HBO Series).

## Produzione
La canzone originale è stata composta prodotta e cantata da Labrinth. Gli strumenti utilizzati nel brano sono le percussioni, il basso, il pianoforte e sintetizzatore.

## Video musicale
Il video musicale del brano è stato pubblicato su YouTube il 5 agosto 2019 dal canale ufficiale di Euphoria e mostra l'ultima scena girata per il finale della prima stagione (Spargi il sale dietro di te) in cui viene eseguita l'intera canzone e nel mentre Rue, la protagonista esegue una coreografia mentre canta la canzone assieme ad un coro gospel per le strade. Dopo un anno il video conta 11 milioni di visualizzazioni.

## Tracce
Download digitale
Testi e musiche di Timothy McKenzie.
1. All for Us – 3:34

Download digitale - Versione 2
1. All for Us (from the HBO Original Series Euphoria) – 3:12

## Formazione
Musicisti
- Labrinth – voce, percussioni, basso, piano
- Zendaya – voce
- Stevie Mac and the Essence – coro

Produzione
- Labrinth – produzione, programmazione, ingegneria del suono
- Phil Tan – missaggio
- Michelle Mancini – mastering
- Carmen Key – ingegneria del suono
- Eddie Tate – ingegneria del suono
- Bill Zimmerman – ingegneria del missaggio
- Erik Madrid – ingegneria del missaggio
- Aaron Mattes – assistenza all'ingeneria

## Classifiche
| Classifica (2022) | Posizione massima |
| ----------------- | ----------------- |
| Australia         | 49                |
| Grecia            | 9                 |
| Irlanda           | 24                |
| Islanda           | 28                |
| Lituania          | 40                |
| Perù              | 178               |
| Portogallo        | 66                |
| Regno Unito       | 52                |